# 김계관
김계관(金桂寬, 1943년 1월 6일 - )은 조선민주주의인민공화국의 정치인, 공무원, 외교관이다. 외무성 부부상과 제1부상을 역임했으며, 조선로동당 중앙위원회 위원이다.

## 경력
- 1992년~ : 조선민주주의인민공화국 외무성 순회대사
- 1995년 1월 ~ 2010년 9월: 외무성 부부상
- 2004년 2월 ~ 2008년 12월: 북핵 6자회담 조선민주주의인민공화국 수석대표
- 1998년 9월 ~ 2010년 9월: 외무성 제1부상
- 2011년 12월 ~ : 김정일장의위원회 위원
- 2016년 5월 ~ : 조선노동당 중앙위원회 위원
- 2017년 4월 ~ : 최고인민회의 외교위원회 위원

## 같이 보기
- 강석주

| 전임 강석주 | 조선민주주의인민공화국의 외무성 제1부상 1998년 9월 ~ 2010년 9월 | 후임 리용호 |